# Comuna Sântimbru, Alba
Sântimbru (în maghiară Marosszentimre, în germană Emerichsdorf) este o comună în județul Alba, Transilvania, România, formată din satele Coșlariu, Dumitra, Galtiu, Sântimbru (reședința) și Totoi.

## Demografie
Componența etnică a comunei Sântimbru
     Români (91,49%)
     Romi (2,84%)
     Alte etnii (0,49%)
     Necunoscută (5,18%)
Componența confesională a comunei Sântimbru
     Ortodocși (89,12%)
     Greco-catolici (1,65%)
     Penticostali (1,32%)
     Alte religii (2,24%)
     Necunoscută (5,67%)
Conform recensământului efectuat în 2021, populația comunei Sântimbru se ridică la 3.032 de locuitori, în creștere față de recensământul anterior din 2011, când fuseseră înregistrați 2.723 de locuitori. Majoritatea locuitorilor sunt români (91,49%), cu o minoritate de romi (2,84%), iar pentru 5,18% nu se cunoaște apartenența etnică. Din punct de vedere confesional, majoritatea locuitorilor sunt ortodocși (89,12%), cu minorități de greco-catolici (1,65%) și penticostali (1,32%), iar pentru 5,67% nu se cunoaște apartenența confesională.

## Politică și administrație
Comuna Sântimbru este administrată de un primar și un consiliu local compus din 11 consilieri. Primarul, Ioan Iancu Popa[*], de la Partidul Național Liberal, este în funcție din 1990. Începând cu alegerile locale din 2024, consiliul local are următoarea componență pe partide politice:
|  | Partid                          | Consilieri | Componența Consiliului | Componența Consiliului | Componența Consiliului | Componența Consiliului | Componența Consiliului | Componența Consiliului | Componența Consiliului |
|  | ------------------------------- | ---------- | ---------------------- | ---------------------- | ---------------------- | ---------------------- | ---------------------- | ---------------------- | ---------------------- |
|  | Partidul Național Liberal       | 7          |                        |                        |                        |                        |                        |                        |                        |
|  | Alianța pentru Unirea Românilor | 2          |                        |                        |                        |                        |                        |                        |                        |
|  | Partidul Social Democrat        | 2          |                        |                        |                        |                        |                        |                        |                        |

## Monumente
- Biserica medievală din Sântimbru, construcție din secolul al XIII-lea
- Monumentul Eroilor din Sântimbru
- Biserica ortodoxă din Dumitra
- Biserica greco-catolică din Dumitra, construită în anul 1903
- Muzeul "Samoilă Mârza, fotograful Unirii" din Galtiu

## Primari
- din 1990: Ioan-Iancu Popa

## Personalități născute aici
- Serafim Popescu (1912 - 1990), călugăr ortodox, canonizat ca sfânt;
- Iacob Mârza (1946 - 2015), istoric, publicist;
- Andrei Socaci (n. 1966), halterofil;
- Călin-Gheorghe Matieș (n. 1971), om politic;
- Ion Gavrilă Ogoranu a locuit aici (în satul Galtiu) la Ana Săbăduș, văduva doctorului Petru Săbăduș omorât de criminalul Goicea, șeful pușcăriei Gherla.